# Caitlyn Jenner
Caitlyn Marie Jenner (født 28. oktober 1949 som William Bruce Jenner, tidligere kendt som Bruce Jenner) er en tidligere amerikansk atlet og nuværende fordragsholder, tv-personlighed, og forretningskvinde, som vandt guldmedalje i tikamp for mænd ved OL 1976 i Montreal.
Efter den olympiske sejr og den tilhørende anerkendelse førte Jenners professionelle karriere til en ny succes i tv. I 1981 medvirkede Jenner i flere tv-film og var kortvarigt Erik Estrada's afløser på tv-serien CHiPs. I 1991 giftede Jenner sig med Kris Jenner (født Houghton, tidligere gift Kardashian). I realityserien "Keeping Up with the Kardashians" (2007-), var Jenner stedfar for Kourtney, Kim, Khloe og Rob Kardashian junior.
I 2015 bekendtgjorde Jenner sit kønsskifte til kvinde, og fortalte kort tid efter i Vanity Fair, at hun nu går under navnet Caitlyn Jenner.

## Tidlige liv
Jenner blev født i Mount Kisco, New York som barn af Esther R. (født McGuire) og William Hugh Jenner, og har en lillesøster ved navn Nicole, mens lillebroderen Burt blev dræbt i en bilulykke i Canton, Connecticut kort efter Jenners succes i OL. Jenner blev diagnosticeret med dysleksi som barn.[kilde mangler]
Jenner gik på Newtown High School i Newtown, Connecticut efter at have tilbragt et år på Sleepy Hollow High School i Sleepy Hollow, New York. Jenner fik et fodbold-stipendium og begyndte på Graceland College (nu Graceland University) i Iowa, men en knæskade tvang Jenner til at stoppe med at spille fodbold, og Jenner skiftede til tikamp. Jenner blev trænet af Gracelands atletiktræner LD Weldon, som var den første til at anerkende Jenners potentiale og opfordrede hende til at forsøge sig som tikæmper. Jenner debuterede i tikamp ved Drake Relays i 1970 og blev nummer fem.

## Olympiske karriere
Jenner blev nummer tre i tikamp ved den amerikanske udtagelseskonkurrence til de olympiske lege i 1972 og sluttede på en tiendeplads ved Sommer-OL i München, Tyskland 1972. Disse resultater fik Jenner til at hellige sig en intens træning, samtidig med at hun levede af at sælge forsikringer. Alligevel tilbragte Jenner otte timer om dagen på San Jose City Colleges træningsbaner - en tilværelse som professionel idrætsmand inden dette blev almindeligt anerkendt inden for atletik. 
Ved OL i Montreal, Canada i 1976 vandt Jenner guldmedalje i tikamp og satte verdensrekord på 8.616 point. Verdensrekorden blev slået med kun 4 point af Daley Thompson i 1980.
Som vinder af den olympiske tikamp blev Jenner en nationalhelt: i 1976 modtager af James E. Sullivan Award som den fineste amatøratlet i USA. Jenner var også Associated Press Male Athlete of the Year i 1976, og hun blev senere optaget i den olympiske Hall of Fame og modtog andre tilsvarende hædersbevisninger. 
San Jose City College startede "Bruce Jenner Invitational" (ofte forkortet til "Jenner"), som en tv-transmitteret, årlig stop på USA Track and Field Circuit gennem næsten to årtier.

## Privat
Under sit første ægteskab med Chrystie Crownover (1972-1981), fik Jenner to børn, Burt og Casey. Burt er opkaldt efter Jenners tidligt afdøde bror. Under Jenners andet ægteskab med Linda Thompson (1981 til 1985), fik Jenner to sønner, Brandon og Brody. Brandon og Brody har haft deres eget reality show "Prinserne af Malibu", og Brody var også med i realityshowet The Hills. 
Jenner blev gift med Kris Jenner (født Houghton, tidligere gift Kardashian) 21. april 1991 efter fem måneders dating. Jenner og Kris fik sammen to børn, Kendall og Kylie. Jenner er også stedmor til Kris' fire børn fra dennes tidligere ægteskab med den afdøde advokat Robert Kardashian: Kourtney, Kim, Khloé og Rob. Kris og Jenner offentliggjorde deres separation i oktober 2013, men var reelt separeret et år tidligere.
I 2015 bekendtgjorde Jenner sin transition til kvinde, og fortalte kort tid efter i Vanity Fair, at hun nu går under navnet Caitlyn Jenner.